# Spookdraaigatje
Het spookdraaigatje (Tapinoma melanocephalum) is een mierensoort uit de onderfamilie van de Dolichoderinae. De wetenschappelijke naam van de soort is voor het eerst geldig gepubliceerd in 1793 door Fabricius.